# متا ای‌آی
در دنیای امروز که مرز میان واقعیت و مجاز هر روز محو‌تر می‌شود، متا ای‌آی (Meta AI) به‌عنوان یکی از پیشرفته‌ترین و تأثیرگذارترین مراکز تحقیقاتی در حوزه هوش مصنوعی، نقش پررنگی در ساخت آینده دیجیتال ایفا می‌کند. این واحد تحقیقاتی متعلق به شرکت متا (Meta Platforms) است و تمرکز آن بر توسعه فناوری‌هایی است که تجربه کاربران را در فضای مجازی، واقعیت افزوده (AR) و واقعیت مجازی (VR) به سطحی کاملاً جدید ارتقاء می‌دهد.

## اهداف کلیدی متا ای‌آی
متا ای‌آی فقط یک مرکز توسعه فناوری نیست؛ بلکه مأموریتی بلندپروازانه دارد برای بازتعریف تعامل انسان با تکنولوژی. اهداف اصلی آن عبارت‌اند از:
- پیشرفت در مدل‌های هوش مصنوعی: تمرکز بر توسعه الگوریتم‌های یادگیری عمیق، پردازش زبان طبیعی (NLP) و بینایی کامپیوتری برای ساخت مدل‌هایی توانمند، دقیق و مقیاس‌پذیر.
- توانمندسازی AR و VR: خلق ابزارهایی که کاربران را در محیط‌هایی واقع‌گرایانه غوطه‌ور کنند و مرزهای بین انسان و دنیای دیجیتال را محو سازند.
- ساخت متاورس: مشارکت فعال در طراحی دنیای مجازی آینده که افراد بتوانند در آن کار کنند، یاد بگیرند و زندگی دیجیتال خود را گسترش دهند.
- هوش مصنوعی اخلاق‌مدار: طراحی سیستم‌هایی که از نظر اجتماعی و اخلاقی مسئولانه عمل کنند و به بهبود جامعه کمک کنند.

## پروژه‌های برجسته Meta AI
متا ای‌آی مجموعه‌ای از پروژه‌های پیشرفته را در دست اجرا دارد که بسیاری از آن‌ها، استانداردهای جدیدی در دنیای فناوری تعیین می‌کنند:

### 1. مدل‌های زبانی قدرتمند (LLaMA)
مدل‌های LLaMA (Large Language Model Meta AI) پاسخ متا به رقبایی مانند GPT شرکت OpenAI است. این مدل‌ها قادرند متون پیچیده را با دقت بالا درک و تولید کنند و در کاربردهایی از چت‌بات گرفته تا خلاصه‌سازی متون علمی مورد استفاده قرار می‌گیرند.

### 2. چت‌بات‌های تعاملی
متا ای‌آی نسل جدیدی از ربات‌های گفتگو را توسعه می‌دهد که می‌توانند با انسان‌ها به‌صورت طبیعی، روان و حتی احساسی تعامل داشته باشند—گامی بزرگ در مسیر رابط‌های کاربری انسان‌محور.

### 3. ترجمه هم‌زمان و بدون مرز
با هدف ایجاد پلی میان زبان‌ها، متا ای‌آی سیستم‌های ترجمه صوتی لحظه‌ای را توسعه داده که امکان گفت‌وگوی افراد از فرهنگ‌ها و زبان‌های مختلف را فراهم می‌کند—بدون نیاز به مترجم.

### 4. هوش مصنوعی برای علوم
از تحلیل ترکیبات شیمیایی تا پیش‌بینی پروتئین‌ها، متا ای‌آی ابزارهایی ارائه می‌دهد که روند تحقیقات علمی را تسریع و هزینه‌ها را کاهش می‌دهند.

## نقش Meta AI در ساخت متاورس
متاورس، پروژه بزرگ متا برای ساخت یک جهان دیجیتال فراگیر است، و Meta AI ستون فقرات این تحول به‌شمار می‌رود:
- آواتارهای واقع‌گرایانه: خلق چهره‌هایی دیجیتال که حرکات، حالات چهره و احساسات واقعی کاربران را بازتاب می‌دهند.
- تعاملات هوشمند: توسعه رابط‌هایی که درک بافت مکالمه و واکنش‌های انسانی را ممکن می‌سازند.
- محیط‌های خودسازمان‌ده: ساخت فضاهایی که به‌طور پویا با کاربران سازگار می‌شوند و تجربه‌ای یکتا ارائه می‌دهند.

## چالش‌ها و چشم‌انداز آینده
با تمام دستاوردها، متا ای‌آی با چالش‌هایی جدی روبه‌رو است. برخی از آن‌ها عبارت‌اند از:
- نگرانی‌های حریم خصوصی: استفاده از داده‌های کاربران برای آموزش مدل‌های هوش مصنوعی نیازمند شفافیت و محافظت بالا است.
- مسئولیت اخلاقی: ایجاد الگوریتم‌هایی که تبعیض، اطلاعات نادرست یا سوگیری نداشته باشند.
- پایداری محتوای تولیدی: اطمینان از صحت اطلاعاتی که مدل‌ها تولید می‌کنند، خصوصاً در کاربردهای حیاتی مثل سلامت یا آموزش.

با این وجود، تیم Meta AI با تمرکز بر اصول AI مسئولانه و همکاری‌های بین‌المللی، تلاش می‌کند تا این چالش‌ها را به فرصت تبدیل کند.

## جمع‌بندی: متا ای‌آی، پلی میان امروز و آینده
Meta AI فقط یک بخش از شرکت متا نیست؛ بلکه نیروی محرکه‌ای است که آینده فناوری را شکل می‌دهد. از چت‌بات‌های هوشمند گرفته تا متاورس، از ترجمه زنده تا مدل‌های زبانی، همه نشان از تعهدی بزرگ برای ساخت دنیایی دارند که هوش مصنوعی در آن نقش هم‌مسیر، نه صرفاً ابزار، ایفا می‌کند.
در عصر جدیدی که در آن واقعیت‌های دیجیتال با زندگی روزمره ادغام می‌شوند، Meta AI پیشگامی بی‌بدیل در خلق آینده‌ای هوشمند، امن و انسانی‌تر خواهد بود.
- مشارکت‌کنندگان ویکی‌پدیا. «Meta AI». در دانشنامهٔ ویکی‌پدیای انگلیسی، بازبینی‌شده در ۱۱ ژوئن ۲۰۲۳.